# Joseph Nunn
Joseph Nunn (1905 – 1968) fue un ingeniero estadounidense, especializado en el diseño de dispositivos de seguimiento fotográfico de satélites artificiales.

## Semblanza

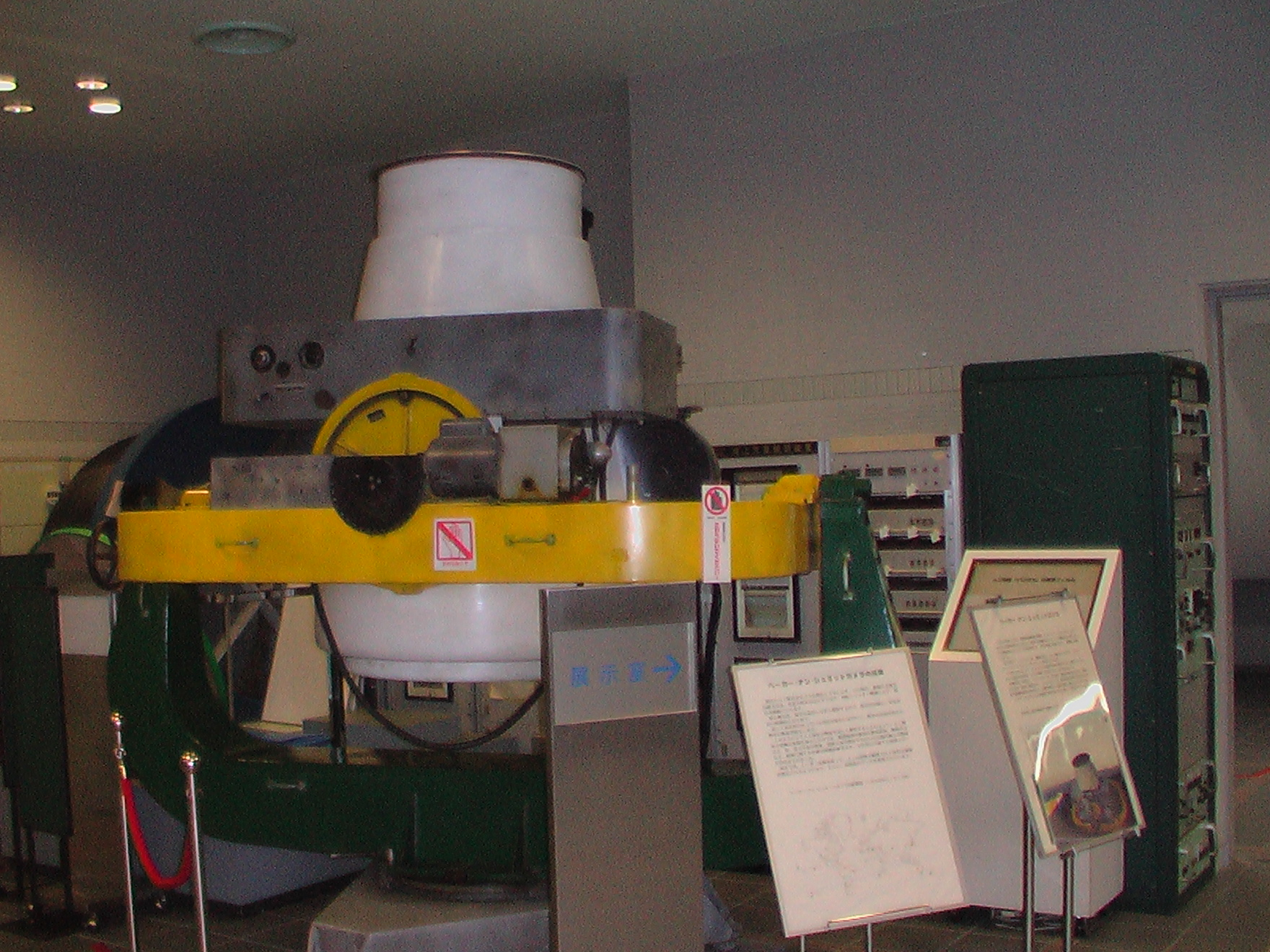
Cámara Baker-Nunn

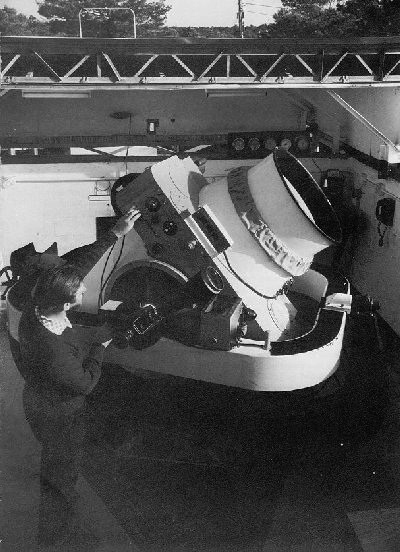
Cámara Baker-Nunn para seguimiento de satélites.

En 1956 trabajó en colaboración con James Gilbert Baker en el diseño y fabricación de una serie de cámaras fotográficas para el seguimiento de satélite artificial. Este tipo de dispositivos se denominan cámara de Schmidt en reconocimiento a su inventor, Bernhart Schmidt, y consisten en un sistema de seguimiento muy preciso combinado con una cámara inusualmente grande, de campo ancho, para fotografiar grandes áreas del cielo. 
Joseph Nunn fue el encargado de diseñar los elementos mecánicos de estas cámaras, mientras que Baker trabajó en la propia cámara. La óptica fue fabricada por Perkin-Elmer Corporation, y la cámara fue montada por Boller and Chivens.
Esta cámara proporcionó datos de seguimiento del satélite soviético Sputnik 1. Se instaló una red de 12 cámaras en agosto de 1958 dentro del Space Test Program. Las cámaras permanecieron en operación hasta 1991, cuando fueron desmanteladas. Al menos una de las cámaras fue reformada más tarde para su uso en el Near Earth Asteroid Tracking.
Joseph Nunn vivió en Pasadena y San Marino (California). Era sobrino del empresario y educador estadounidense L.L. Nunn.

## Eponimia
- El cráter lunar Nunn lleva este nombre en su memoria.[3]